# Ла-9
Ла-9 — советский одномоторный поршневой истребитель второй половины 1940-х годов. Был создан ОКБ № 301 под руководством С. А. Лавочкина (г. Химки) как самолёт «130» в 1945—1946 годах.
Внешне самолёт был похож на Ла-7; в отличие от Ла-7, имел цельнометаллическую конструкцию и крыло с ламинарным обтеканием, удаление из конструкции дерева привело к снижению массы, что позволило увеличить ёмкость топливных баков и установить четыре пушки.
Учебные воздушные бои показали, что Ла-9 и Ла-7 примерно одинаковы в горизонтальном и вертикальном манёвре, а Як-3 имеет преимущество над Ла-9.

## История создания
Прототип Ла-9 под индексом истребитель 130 был построен в январе 1946 года на заводе № 21, выпускавшем Ла-7. Через месяц машину перевезли в Химки на завод № 301 для прохождения заводских испытаний. Испытания завершились в мае 1946 года, в ходе которых было выполнено 30 полётов.
В отличие от своего предшественника, истребитель 130 имел цельнометаллический планер. Приборное оснащение также претерпело изменения — машину оснастили радиополукомпасом, авиагоризонтом и ответчиком свой-чужой СЧ-3.
9 июня машина была представлена на государственные испытания в ГК НИИ ВВС. Первые же полёты выявили серьёзные нарекания к устойчивости новой машины, управляемости и вооружению. 8 июля машину вернули на завод № 301 на доработку и лишь спустя 17 дней испытания были продолжены. За время испытания на самолёте был заменён двигатель и доработано вооружение. 10 октября 1946 года испытания были успешно завершены.
Также на базе самолёта «130» была предпринята попытка создать истребитель-перехватчик, обладавший дальностью поршневого истребителя того времени и скоростью реактивного.Так на свет появилась модификация самолёта «138» с установленными под крыльями двумя прямоточными реактивными двигателями РДВ-430. Однако, желаемого результат добиться так и не удалось — реактивные двигатели давали прибавку в скорости лишь в 38 км/ч, в то время как с выключенными двигателями скорость самолёта падала аж на целых 60-80 км/ч.

## Конструкция
Истребитель Ла-9 представлял собой цельнометаллический моноплан и являлся дальнейшим развитием истребителя Ла-7.
- Крыло ламинарного профиля состояло из центроплана и двух однолонжеронных трапециевидных консоли с закруглёнными законцовками. Каждая консоль насчитывала по 18 нервюр. К консолям крепились посадочные щитки с углами отклонения до 60 градусов и элероны типа «Фрайз» с 25-процентной аэродинамической компенсацией. Выпуск и уборка посадочных щитков производились с помощью гидравлических приводов. Для снижения лобового сопротивления, в местах стыка крыла с фюзеляжем установили зализы.[4]
- Фюзеляж представлял собой полумонокок овального сечения. Передняя и хвостовая части стыковались болтами в четырех узлах. Каркас передней части ферменной конструкции состоял из семи основных и четырех дополнительных шпангоутов, штампованных из листового дюралюминия. Хвостовая часть полумонококовой конструкции имела девять шпангоутов и четыре полурамы, также штампованных из дюралюминия, а также четыре лонжерона и стрингеры. В передней части фюзеляжа располагалась сварная ферма, на которую крепился двигатель и пушечное вооружение, также в этой части находилась кабина летчика. Фонарь летчика в передней части был защищен бронестеклом, средняя часть была подвижной и открывалась и закрывалась при помощи лебедки и имела устройство аварийного сброса в полете.[4]
- Хвостовое оперение было реализовано следующим образом: Руль высоты и стабилизатор были набраны из профилей «В» относительной толщиной 11 %. Угол установки стабилизатора составлял +l,5 градусов. Вертикальное оперение, включавшее киль и руль поворота, также набрано из профилей «В» относительной толщиной 9 %. Киль представлял собой единое целое с фюзеляжем. Руль поворота навешивался на нем на трёх узлах. Каркас хвостового оперения — цельнометаллический, обтянутый перкалью.
- Управление самолетом смешанное. Руль высоты и элероны управлялись посредством жёстких тяг, а рулем направления — с помощью тросов.
- Шасси убирающееся двухстоечное с хвостовым колесом. Основные опоры снабжены масляно-пневматическими амортизаторами. Основные колеса размером 600×200 мм имели двухсторонние пневматические тормоза. Хвостовая опора снабжалась колесом размером 300×125 мм и убиралась в фюзеляж после взлета.
- Винтомоторная группа состояла из звездообразного двигателя воздушного охлаждения АШ-82ФН с устройством непосредственного впрыска топлива и винта изменяемого шага ВИШ-105В-4 диаметром 3,1 м. На взлетном режиме двигатель мог развивать 1850 л. с. (2500 об/мин.) в течение пяти минут. В масляный бак емкостью 63 л заливалось не более 50 л. Цельнометаллическая конструкция планера позволила увеличить число бензобаков до пяти общей емкостью 850 л. Центральный бак был металлическим , остальные мягкие. Горючее размещалось в центральном (270 л), двух центропланных (по 210 л) и двух консольных (по 60 л) баках.
- Вооружение самолёта состояло из четырёх синхронных пушек НС-23 калибра 23 мм, стреляющих сквозь воздушный винт, с общим боезапасом 600 патронов, и коллиматорного прицела ПБП-1Б(в). Управление огнём - пневмоэлектрическое, позволяющее вести стрельбу раздельно из двух верхних или двух нижних пушек, а также залповую из всех стволов.[4]

Также, в отличие от боле ранних моделей, самолёт получил радиоприемник РСИ-6М, передатчик РСИ-6, радиополукомпас с отметчиком РПКО-10М, аппаратура радиоопознавания «свой-чужой» СЧ-ЗМ, кислородный прибор КП-14 (объём кислородного баллона — 4 л).

## Модификации
- Самолёт 130 - прототип Ла-9.
- Ла-9В - прототип двухместного учебно-тренировочного самолёта.
- УЛа-9 - двухместный учебно-тренировочный самолёт.
- Ла-9РД - прототип Ла-9 с двумя реактивными двигателями ПуВРД Челомея[2].
- Ла-9М (134) - самолёт сопровождения бомбардировщиков, с увеличенной дальностью полёта. Выпущено два прототипа 134 и 134Д. Эта модификация послужила прототипом Ла-11.
- Самолёт 126ПВРД - опытная модификация с двумя дополнительными реактивными двигателями ПВРД.
- Самолёт 138 - опытная модификация с двумя дополнительными реактивными двигателями ВРД-430[2] М. Бондарюка.

## Производство
Самолёт серийно производился с августа 1946 до конца 1949 года на авиазаводе № 21 в Горьком. Всего было выпущено 1882 самолёта в боевом и в двухместном учебно-тренировочном вариантах. Серийное производство Ла-9 также было развернуто на заводе № 99 (Улан-Удэ) с ноября 1946 по июль 1948 год.

## Эксплуатация
Первые 30 машин были направлены на войсковые испытания на аэродром Тёплый стан.
Ла-9 активно использовался ВВС СССР в 1947—1951 годах, но уже в течение 1952 года в связи с переходом на новые реактивные истребители он был снят с вооружения. Ла-9 поставлялся также в Китай и КНДР и использовался в Корейской войне, а после её окончания оставался на вооружении обеих стран приблизительно до конца 1950-х годов.

## Тактико-технические характеристики
- Экипаж: 1 человек
- Длина: 8,6 м
- Высота: 3,6 м
- Размах крыла: 10 м
- Площадь крыла: 18 м²
- Масса пустого: 2600 кг[7]
- Масса нормальная взлётная: 3400 кг
- Максимальная взлётная масса: 3700 кг[7]
- Двигатель: 1 × АШ-82ФН, 1850 л. с.

### Лётные характеристики
- Максимальная скорость:
  - на высоте: 690 км/ч[7]
  - у земли: 640 км/ч
  - крейсерская: 380 км/ч
- Практическая дальность: 1700 км[7]
- Практический потолок: 11 000 м
- Скороподъёмность: 24 м/сек

### Вооружение
- 4 × 23 мм пушки НС-23 с 75 снарядами на ствол

## Сохранившиеся экземпляры
- Romania Muzeul Aviatiei
- Китайский музей авиации
- Victorious War Museum :https://russianplanes.net/id286233.
- В 2001—2003 гг. новозеландская компания Pioneer Aero Restorations восстановила китайский Ла-9 до лётного состояния. На данный момент этот единственный летающий Ла-9 находится в частном владении в США.